# Oleg Wilenski
Oleg Grigorjewicz Wilenski (ros. Олег Григорьевич Виленский; ur. 4 marca 1931 w Dniepropetrowsku, zm. 9 lipca 2010 w Jerozolimie) – rosyjsko-izraelski lekarz psychiatra, profesor psychiatrii.

## Życiorys
W 1954 roku ukończył studia w Dniepropetrowskim Instytucie Medycznym i rozpoczął pracę w dziedzinie psychiatrii. W 1961 obronił rozprawę kandydacką poświęconą patofizjologii alkoholizmu, a w 1968 uzyskał stopień doktora nauk na podstawie dysertacji o urazowych uszkodzeniach mózgu.
W latach 1954–1961 kierował zakładem w szpitalu psychiatrycznym. W 1984 roku objął stanowisko kierownika Katedry Psychiatrii i Psychologii Medycznej w Dagestańskim Instytucie Medycznym. Jednocześnie pełnił obowiązki Głównego Lekarza Psychiatry Ministerstwa Ochrony Zdrowia Dagestanu.
W 1990 roku wyemigrował do Izraela i zamieszkał w Jerozolimie.

## Tematyka badań naukowych
Jego zainteresowania badawcze były skupione na schizofrenii, zwłaszcza schizofrenii hipochondrycznej i schizofrenii pełzającej, połączeniu schizofrenii z padaczką, następstwach urazowych uszkodzeń mózgu oraz alkoholizmie. Opublikował ponad 100 prac naukowych.

## Publikacje
- «Последствия черепно-мозговых травм» (Киев. 1971 г.)
- «Врачебно-трудовая экспертиза при психических заболеваниях» (Киев. 1979 г.)
- «Трудовой прогноз при психических заболеваниях» (Киев, 1985 г.)
- «Стрессы репатриации и их преодоление» (Иерусалим. 1997)
- «Психиатрия» (учебное пособие) (Москва. 1988, 2000,2006,2008 гг.)
- «Психиатрия. Социальные аспекты»(Москва.2002, 2007).
- «Психиатрия. Анализ общественно-политических движений»(Москва.2007).
- «Зигмунд Фрейд и психоанализ. Взгляд психиатра» (Москва.2009).